# Columbine Valley
Columbine Valley és una població dels Estats Units a l'estat de Colorado. Segons el cens del 2000 tenia 1.132 habitants.

## Demografia
Segons el cens del 2000, Columbine Valley tenia 1.132 habitants, 429 habitatges, i 369 famílies. La densitat de població era de 428,5 habitants per km².
Dels 429 habitatges en un 31,5% hi vivien nens de menys de 18 anys, en un 82,5% hi vivien parelles casades, en un 2,6% dones solteres, i en un 13,8% no eren unitats familiars. En el 12,4% dels habitatges hi vivien persones soles el 6,8% de les quals corresponia a persones de 65 anys o més que vivien soles. El nombre mitjà de persones vivint en cada habitatge era de 2,64 i el nombre mitjà de persones que vivien en cada família era de 2,87.
Per edats la població es repartia de la següent manera: un 23,4% tenia menys de 18 anys, un 3,2% entre 18 i 24, un 16,3% entre 25 i 44, un 37,1% de 45 a 60 i un 20% 65 anys o més.
L'edat mediana era de 48 anys. Per cada 100 dones de 18 o més anys hi havia 99,3 homes.
La renda mediana per habitatge era de 118.196 $ i la renda mediana per família de 130.095 $. Els homes tenien una renda mediana de 0 $ mentre que les dones 41.477 $. La renda per capita de la població era de 71.758 $. Cap de les famílies i l'1,5% de la població estaven per davall del llindar de pobresa.

## Poblacions més properes
El següent diagrama mostra les poblacions més properes.